# Пію рівнинний
Пію рівнинний (Synallaxis infuscata) — вид горобцеподібних птахів родини горнерових (Furnariidae). Ендемік Бразилії.

## Опис
Довжина птаха становить 16-18 см, вага 16-20 г. Забарвлення переважно темно-сіре, тім'я, крила і хвіст рудуваті. Над очима охристі "брови". Горло сріблясте, нижня частина тіла сіра.

## Поширення і екологія
Рівнинні пію мешкають на сході Бразилії, в штатах Алагоас, Пернамбуку і Параїба. Вони живуть в підліску вологих рівнинних атлантичних лісів та на узліссях. Зустрічаються на висоті до 550 над рівнем моря.

## Збереження
МСОП класифікує цей вид як такий, що перебуває під загрозою зникнення. За оцінками дослідників, популяція рівнинних пію становить від 250 до 1000 птахів. Їм загрожує знищення природного середовища.